# Wolfgang Leiner
Wolfgang Leiner (* 21. Oktober 1925 in Ottenhausen; † 9. Februar 2005 in Tübingen) war ein deutscher Romanist und Literaturwissenschaftler.

## Leben und Werk
Leiner studierte in Germersheim, Toulouse und Saarbrücken. Er promovierte 1955 in Saarbrücken mit Étude stylistique et litteraire de „Venceslas“, tragi-comédie de Jean Rotrou (Saarbrücken 1955) und habilitierte sich 1961 ebenda mit Der Widmungsbrief in der französischen Literatur 1580–1715 (Heidelberg 1965). Von 1963 bis 1975 war er Professor für französische und vergleichende Literaturwissenschaft an der University of Washington in Seattle, ab 1976 ordentlicher Professor für romanische Philologie an der Universität Tübingen. 1993 wurde er emeritiert. Leiner gründete die Zeitschriften Papers on French Seventeenth Century Literature und Oeuvres et critiques sowie die Reihe Biblio 17, deren Herausgabe sein Lebenswerk und seine Passion waren und mit denen er sich einen führenden Platz unter den „dix-septiémistes“ erarbeitete. 2003 verlieh ihm die Académie française den Prix pour le rayonnement de la langue et de la culture française. Leiner war 1969 Gründungsmitglied der North American Society of Seventeenth-Century French Literature (NASSCL) und von 1991 bis 2002 erster Präsident des Centre international de Rencontres sur le XVIIe siècle (CIR 17). Er war verheiratet mit der Literaturwissenschaftlerin Jacqueline Leiner und hat einen Sohn.

## Weitere Werke
- (Hrsg.) Jean Rotrou: Venceslas, Tragi-comédie, Saarbrücken 1956
- Das Deutschlandbild in der französischen Literatur, Darmstadt 1989, 2. Auflage 1991
- (Hrsg. zusammen mit Pierre Ronzeaud) Correspondances. Mélanges offerts à Roger Duchêne, Tübingen/Aix-en-Provence 1992
- Etudes sur la littérature française du XVIIe siècle. Préf. de Roger Duchêne. Ouvrage préparé par Volker Schröder et Rainer Zaiser, Paris/Seattle/Tübingen 1996